# الکریم، سلمیه
الکریم (به عربی: الکریم) یک روستا در سوریه است که در ناحیه مرکزی سلمیه واقع شده‌است. الکریم ۱٬۲۳۹ نفر جمعیت دارد.